# 28-cm-Kanone Bruno (E)
Die 28-cm-Kanonen Bruno (E) (E für Eisenbahn) waren vier verschiedene Versionen von Eisenbahngeschützen des deutschen Heeres im Zweiten Weltkrieg.

## Entstehung
Im Zuge der Wiederaufrüstung wurden 1936 im Rahmen eines Sofortprogramms vom Oberkommando des Heeres (OKH) Eisenbahngeschütze in den Kalibern von 15 bis 28 cm gefordert.
Die Firma Krupp hatte noch einige alte Schiffskanonenrohre sowie Baupläne der von ihr gefertigten Eisenbahnlafetten des Ersten Weltkrieges im Bestand und erhielt daher den Auftrag, eine Serie von Eisenbahngeschützen im Kaliber 28 cm herzustellen.
In den Jahren 1936 bis 1938 fertigte die Firma Krupp insgesamt 13 Geschütze im Kaliber 28 cm in drei verschiedenen Versionen.

## Versionen
Die Lange Bruno-Kanone (E) entstand 1936 aus der 28-cm-Schnelladekanone L/45. Gefertigt wurden drei Stück. Im Zweiten Weltkrieg wurden diese durch die Eisenbahnbatterie 688 eingesetzt.
Die Schwere Bruno-Kanone (E) wurde zwischen 1936 und 1938 in zwei Exemplaren aus der 28 cm KüstK (Küstenkanone) L/42 hergestellt und der Eisenbahnbatterie 689 zugeteilt.
Die Kurze Bruno-Kanone (E) wurde in den Jahren 1937 und 1938 aus der 28-cm-Schnelladekanone L/40 weiterentwickelt. Sie stand mit acht gefertigten Geschützen bei den Eisenbahnbatterien 690, 695, 696 und 721 im Einsatz.

## Neuentwicklung
Im Jahr 1938 forderte das OKH von Krupp eine Erhöhung der Schussweiten für die Bruno-Kanonen. Es sollte eine Höchstschussweite erzielt werden, wie sie bei der 28-cm-Kanone 5 (E) bereits gegeben war.
Da dies aufgrund des Alters der verwendeten Rohre nicht möglich war, wurde daraufhin die Neue Bruno-Kanone entwickelt. In den Jahren 1940 bis 1942 wurden drei Geschütze gebaut. Die geforderte Schussweite wurde jedoch nicht erreicht, woraufhin die weitere Fertigung zugunsten der K 5(E) eingestellt wurde.

## Technische Daten
|                 | Kurze Bruno-Kanone | Lange Bruno-Kanone | Schwere Bruno-Kanone | Neue Bruno-Kanone |
| Stückzahl       | 8                  | 3                  | 2                    | 3                 |
| Gefechtsgewicht | 130.000 kg         | 123.000 kg         | 118.000 kg           | 150.000 kg        |
| Rohrlänge       | 11,20 m            | 12,735 m           | 11,084 m             | 15,247 m          |
| Kaliberlänge    | L/40               | L/45               | L/42                 | L/58              |
| Geschossgewicht | 240 kg             | 302 kg             | =                    | 255 kg            |
| Schussweite     | 29.500 m           | 28.500 m           | 29.400 m             | 46.600 m          |
| Vo              | 820 m/s            | 865 m/s            | 745 m/s              | 995 m/s           |
| Feuerfolge      | 1 S/5 bis 6 min    | 1 S/5 min          | 1 S/5 bis 6 min      | 1 S/3 min         |
| Rohrlebensdauer | 850 S              | 400 S              | =                    | 500 S             |

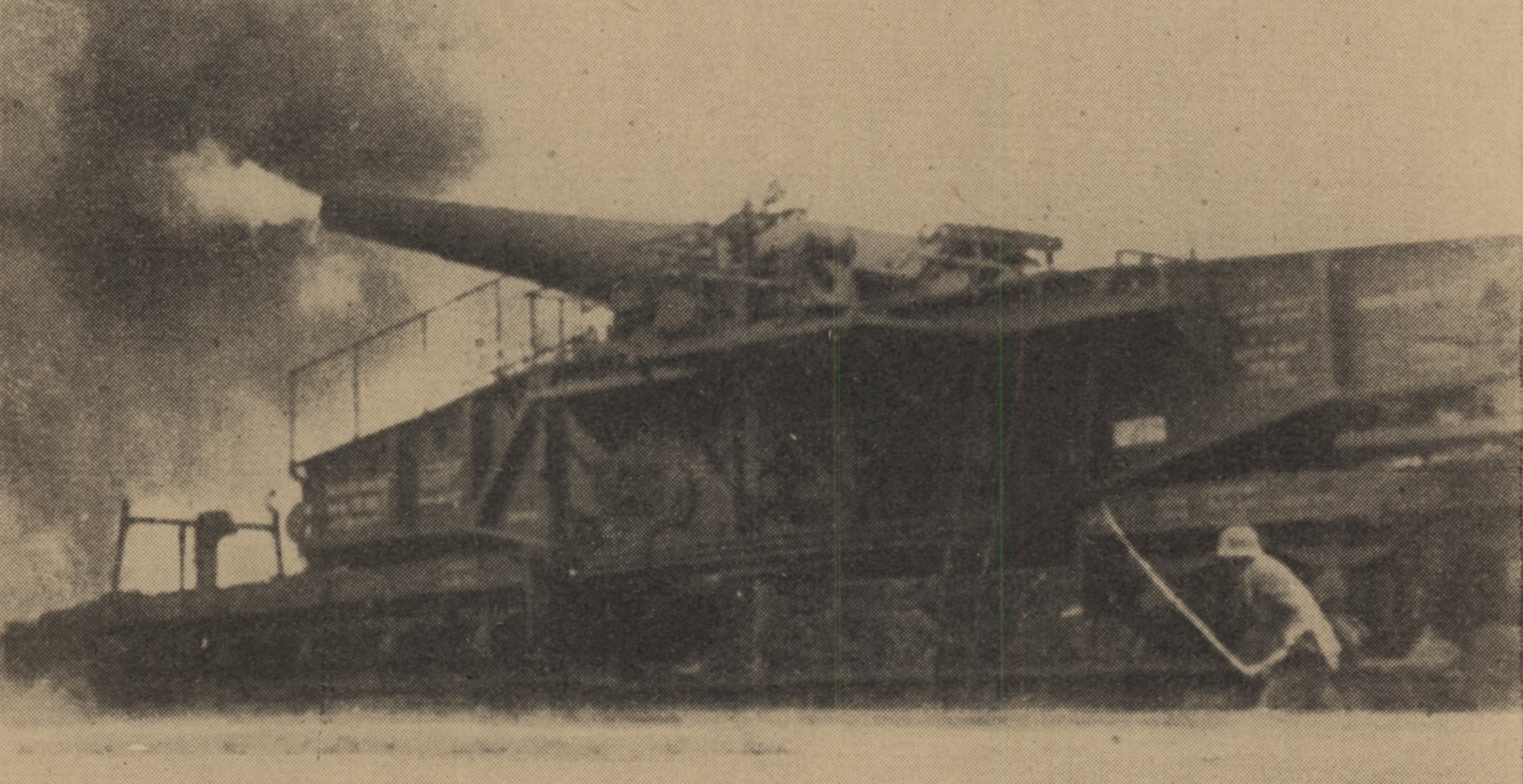
28 cm kurze Bruno Kanone (E)
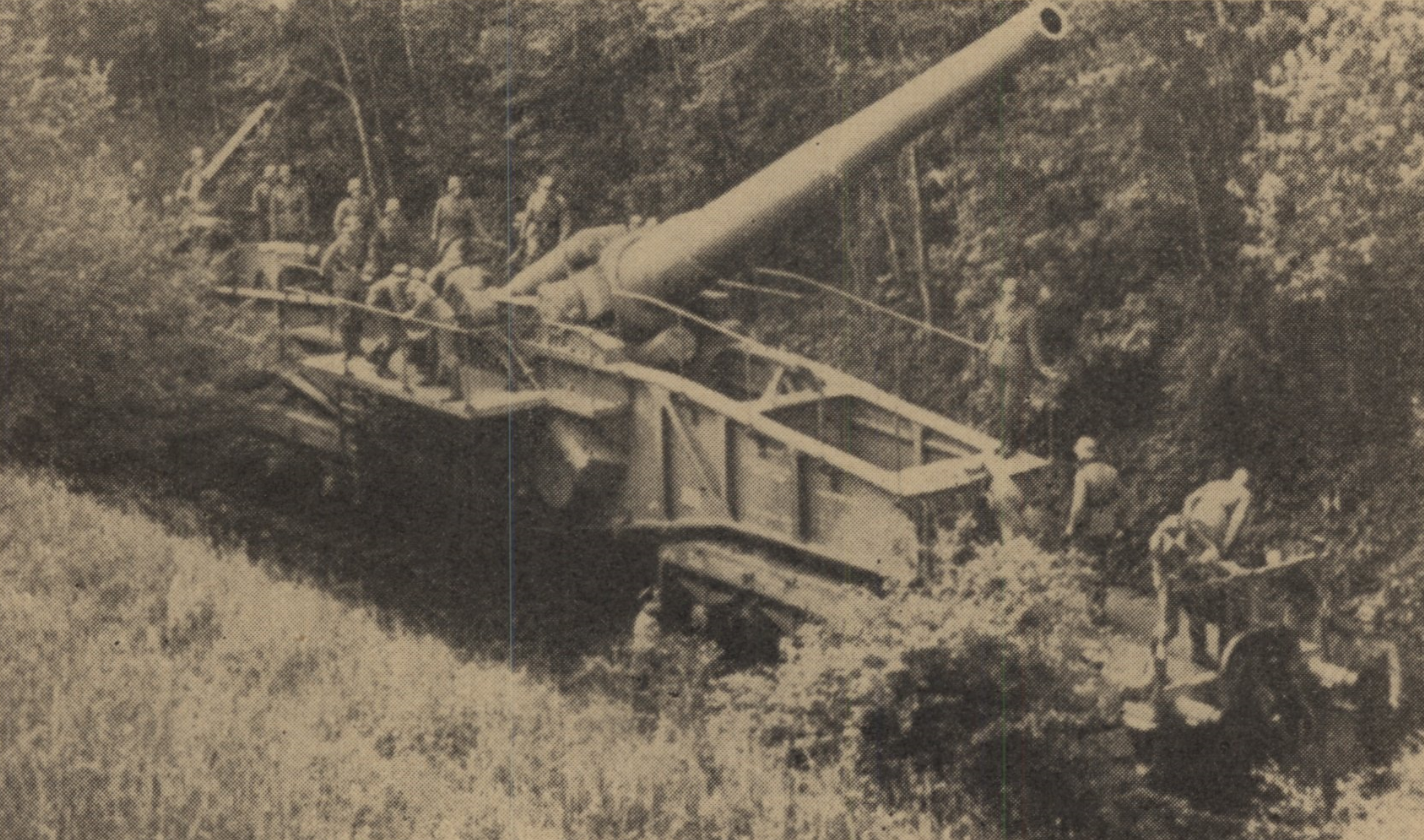
28 cm schwere Bruno Kanone (E)

## Einsatzgebiet
Eine Kurze Bruno-Kanone wurde zu Anfang des Krieges vom Bahnhof Steinen/Lörrach aus eingesetzt.
Ein Geschütz der Eisenbahnbatterie 688 lag von November 1939 bis Mai 1940 in Braunshausen/Saar. Die Soldaten waren in den umliegenden Orten einquartiert. In Braunshausen selbst war ein Teil des Ortes Sperrgebiet, weil dort Munition gelagert wurde. Das Geschütz stand unter Planen und Tarnnetzen abgedeckt auf einem Seitengleis, Gleisanschluss der Firma Gottbill sel. Erben G.m.b.H., der Primstalbahn Nonnweiler-Wadern.